# Мавританский мост
Мавританский мост (швед. Morianbron; часто встречается также название Мавры, вытягивающие сеть, швед. Nätdragande morianer, относящееся к скульптурам на мосту) — садово-парковое сооружение в парке королевского дворца Ульриксдаль в окрестностях Стокгольма, первоначально спроектированное для стокгольмского Хага-парка (шв.). 

## История
Во второй половине XVIII века несколько эксцентричный шведский король Густав III, современник и двоюродный брат русской императрицы Екатерины II, попытался выстроить в Стокгольме грандиозный дворцово-парковый ансамбль под названием Хага. Этот проект ждала та же судьба, что и русское Царицыно: огромный дворец (шв.), проект которого король потребовал полностью переделать несколько раз, так никогда и не был достроен (причём, в отличие от Царицынского дворца, работы не продвинулись дальше фундамента). Величественные обелиски и часть павильонов также остались только на бумаге. Однако, королевские садовники успели разбить большой «английский» (пейзажный парк) в живописной местности, а архитекторы — закончить несколько павильонов, из которых сегодня наиболее известен павильон Густава III.
В следующем, XIX веке, Хага-парк продолжал привлекать внимание шведских королей, которые выстроили поблизости другую, куда более скромную резиденцию и дополнили парк несколькими новыми садовыми «капризами» (но к крупномасштабному дворцовому строительству уже не возвращались). Одним из таких архитектурных капризов стал чугунный подвесной мостик, который был переброшен на небольшой островок через наполненную водой узкую протоку.
Мостик был спроектирован шведским скульптором и медальером Пером Хенриком Лундгреном (1824—1855), а фигуры для него были отлиты на стокгольмском литейном заводе Людвигсберг в 1845 году.

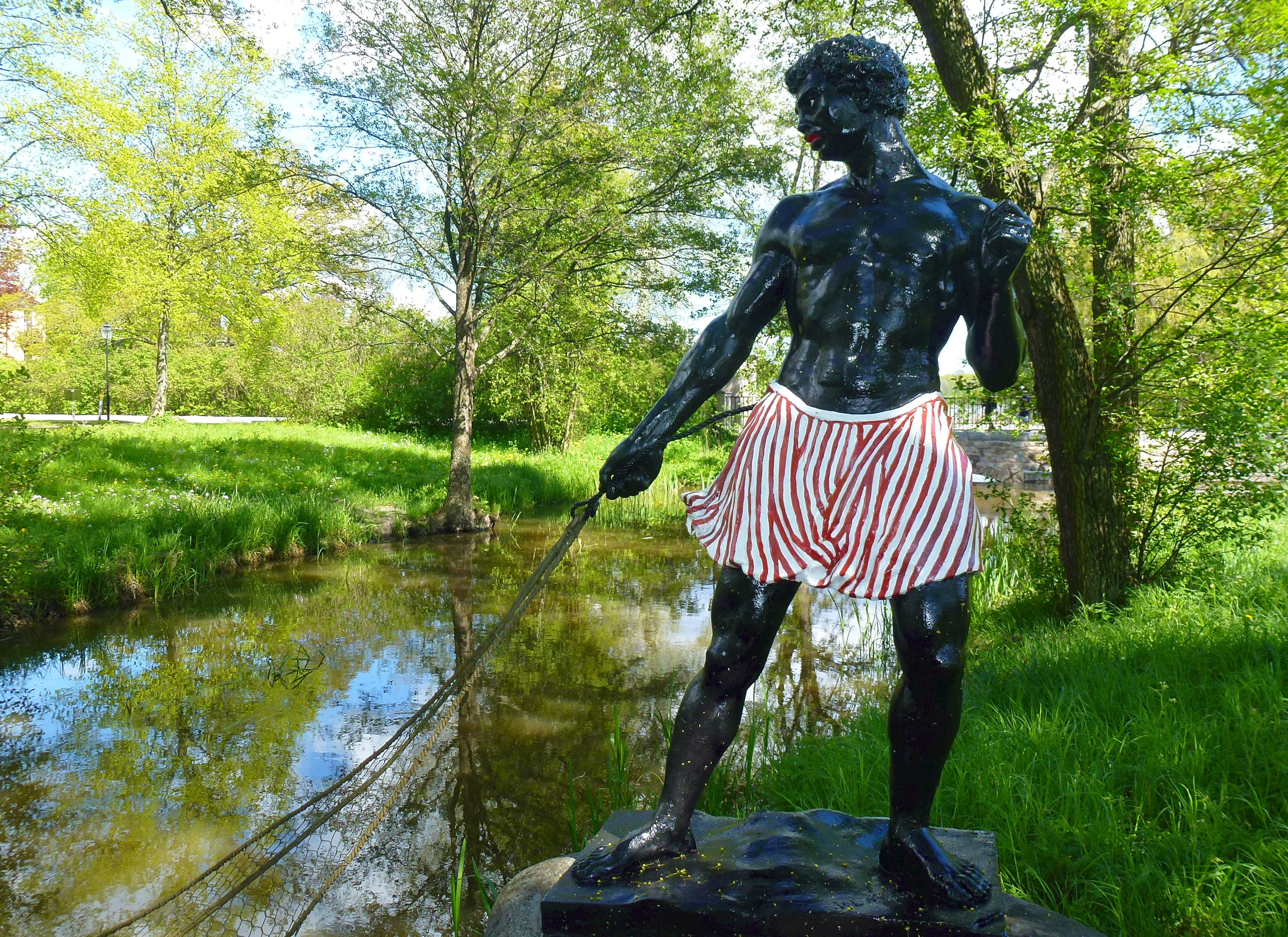
Один из мавров крупным планом.

Собственно мост состоит из чугунного пешеходного пролёта без перил, покрытого сверху «мостовой» из досок, вероятно, во избежание перегрева  поверхности в солнечные дни или же для создания более «деревенского» эффекта.
Главной особенностью моста являются две чугунных фигуры «мавров». Мавры, практически полностью обнажённые, не считая набедренных повязок, установлены на естественных валунах — по одному на каждом конце моста, наискосок друг от друга. В руках они держат металлическую сеть, которую как-бы вытягивают из воды, и которая проходит под мостом наискосок и конструктивно служит ему подвесом.
Фигуры, высотой примерно в человеческий рост, являются чугунными, однако, по традиции дополнительно раскрашиваются: сами мавры — в чёрный, а их набедренные повязки — в контрастные с чёрным цвета: у одного мавра в красно-белую, у другого — в сине-белую полоску.
В 1863 году протока в Хага-парке, через которую первоначально был перекинут мавританский мост, пересохла, после чего мост перенесли в другой стокгольмский королевский парк — парк дворца Ульриксдаль, где перебросили через другую протоку. Там живописный мост стоит до сих пор, краску на нём время от времени поновляют.

## Галерея

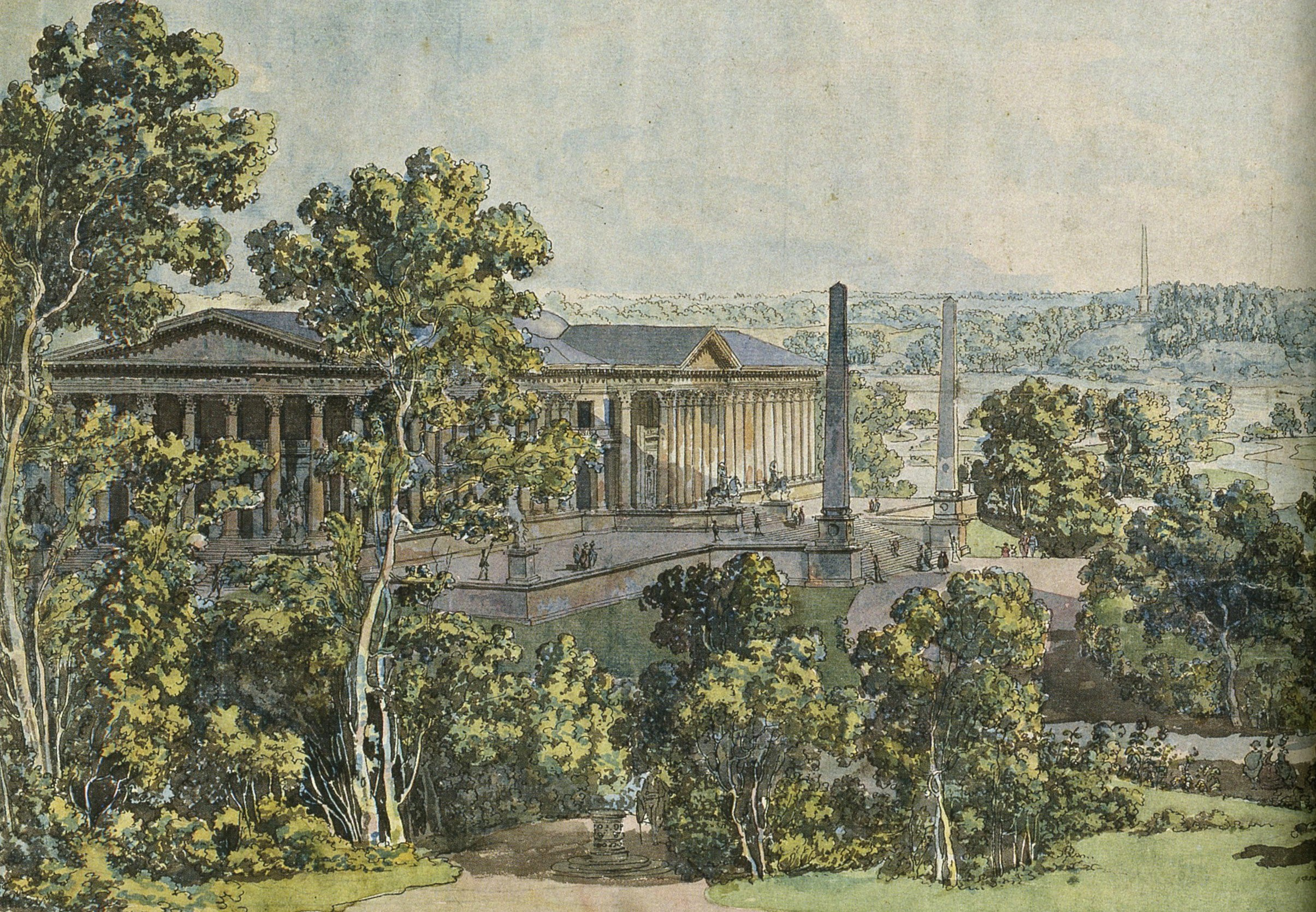
Грандиозный проект дворца Хага и окружающего паркового ансамбля с обелисками и другими архитектурными капризами, разработанный при короле Густаве III (не реализован).
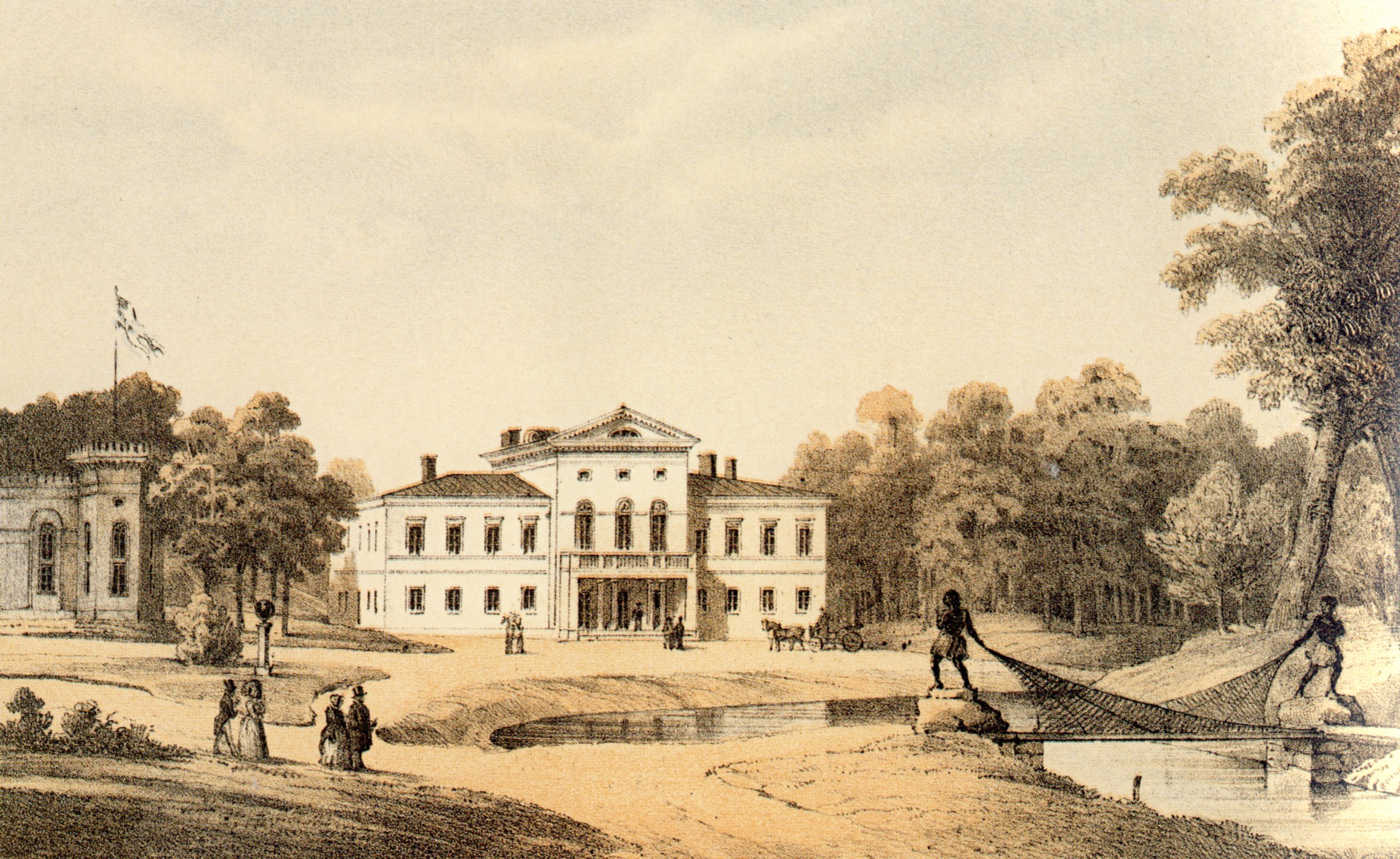
Мавританский мост на своём первоначальном месте перед гораздо более скромным фактически построенным дворцом Хага.
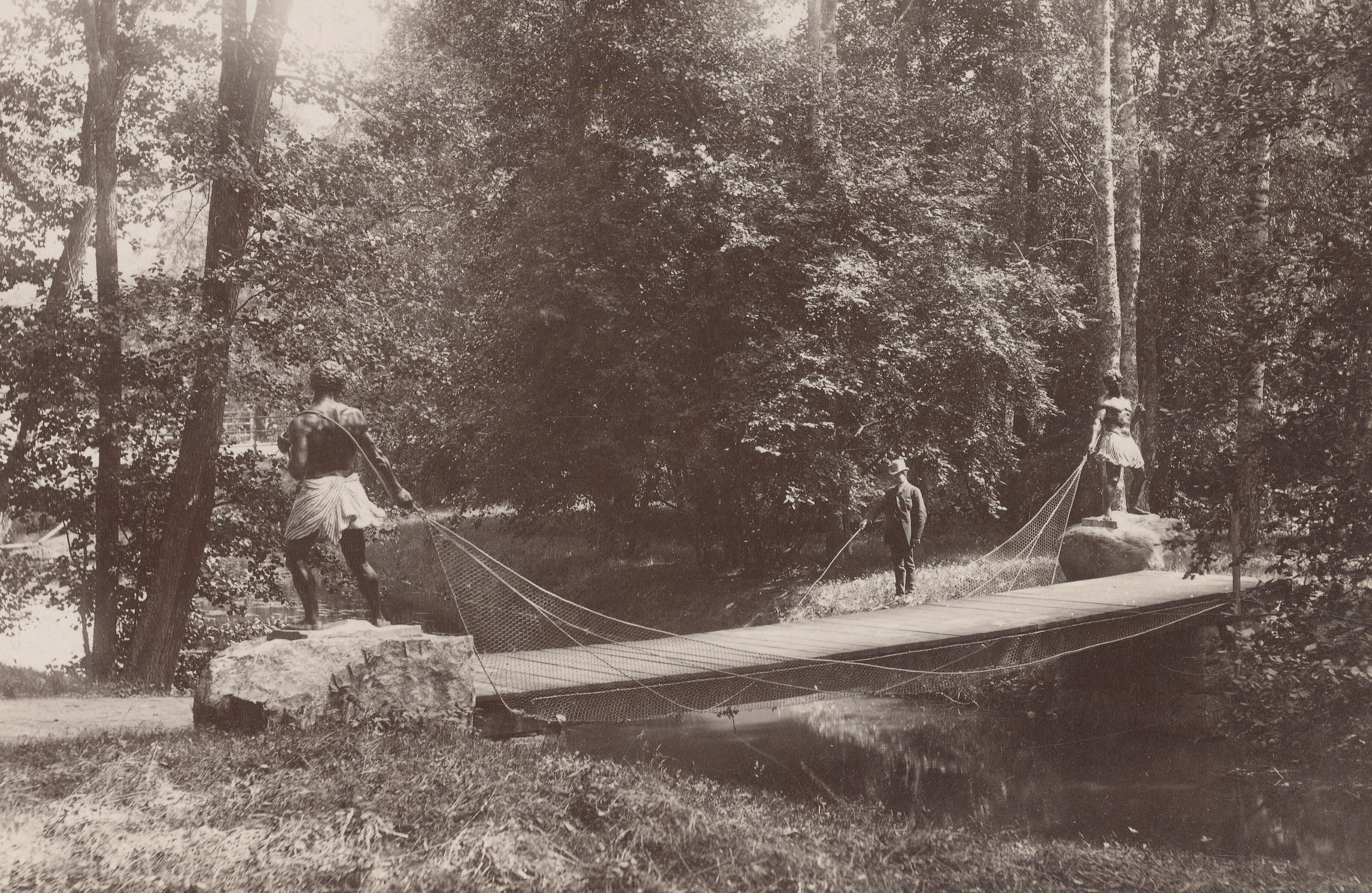
Мавры в парке Ульриксдаль после «переезда», фотография ок. 1890 года.
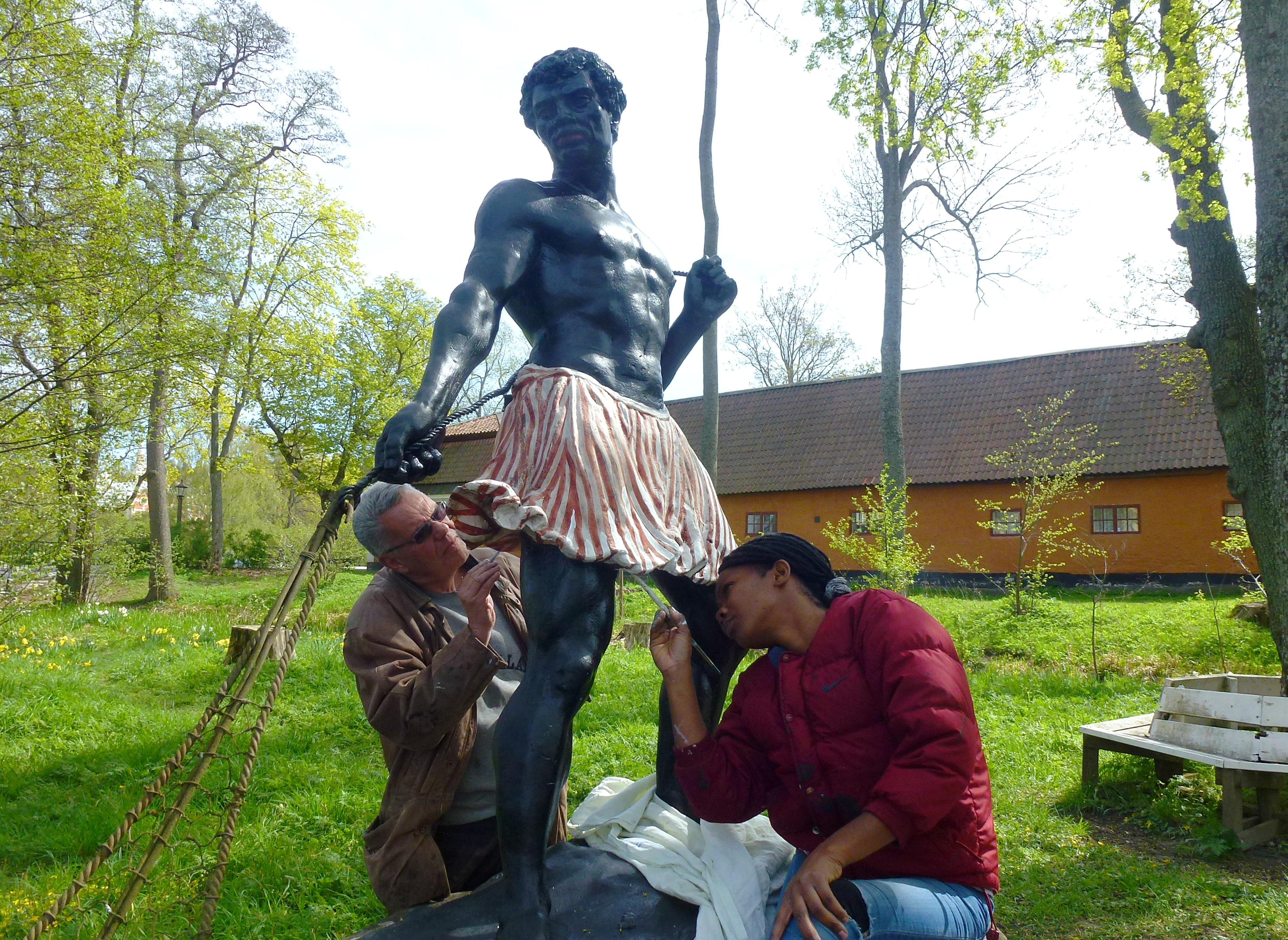
Покраска мавра (поновление исторической раскраски) в 2015 году.